# Joseph Krafft
Joseph Krafft (* 19. Januar 1786 in Hanau; † 23. Juni 1828 in Neustift am Walde) war ein österreichischer Maler.
Er widmete sich anfangs, wie sein Vater Johann Ignaz Krafft, der Emailmalerei, wandte sich dann aber der Ölmalerei zu. Um 1801 ging er wie sein Bruder Johann Peter Krafft nach Wien, wo er Porträts, zunächst als Miniaturen, malte. Er malte u. a. den österreichischen Kaiser Franz I. und seine Frau Carolina Augusta. 1825 malte er den Fürstbischof Sigismund Anton von Hohenwart.